# High Voltage European Tour
High Voltage European Tour bylo koncertní turné australské hardrockové skupiny AC/DC, které sloužilo jako propagace mezinárodního alba High Voltage.

## Setlist
1. „Live Wire“
2. „She's Got Balls“
3. „It's a Long Way to the Top (If You Wanna Rock 'n' Roll)“
4. „The Jack“
5. „Can I Sit Next to You Girl“
6. „High Voltage“
7. „T.N.T.“
8. „Baby, Please Don't Go“ (Williams/Morrison)

## Sestava

### AC/DC
- Bon Scott – zpěv
- Angus Young – sólová kytara
- Malcolm Young – rytmická kytara, doprovodný zpěv
- Mark Evans – baskytara, doprovodný zpěv
- Phil Rudd – bicí

## Seznam koncertů
| Date              | Město                 | Stát       | Místo                                 |
| ----------------- | --------------------- | ---------- | ------------------------------------- |
| duben 1976        | Edinburgh             | Skotsko    | Napier College Student Union          |
| 23. dubna 1976    | Londýn                | Anglie     | Red Cow                               |
| 26. dubna 1976    | Londýn                | Anglie     | The Nashville Rooms                   |
| 28. dubna 1976    | Watford               | Anglie     | Carey Place                           |
| květen 1976       | Manchester            | Anglie     | Electric Circus                       |
| 11. května 1976   | Londýn                | Anglie     | Marquee Club                          |
| 12. května 1976   | Londýn                | Anglie     | Marquee Club                          |
| 14. května 1976   | Londýn                | Anglie     | Dingwalls                             |
| 15. května 1976   | Glasgow               | Skotsko    | University                            |
| 20. května 1976   | Londýn                | Anglie     | Red Cow                               |
| 23. května 1976   | Londýn                | Anglie     | Fulham - Greyhound                    |
| 27. května 1976   | Londýn                | Anglie     | Witchity                              |
| 27. května 1976   | Londýn                | Anglie     | The Nashville Rooms                   |
| 28. května 1976   | Guildford             | Anglie     | Surrey University                     |
| 29. května 1976   | Birmingham            | Anglie     | Barbarella's                          |
| 30. května 1976   | Londýn                | Anglie     | Victoria Palace                       |
| 1. června 1976    | Newcastle             | Anglie     | City Hall                             |
| 2. června 1976    | Retford               | Anglie     | Porterhouse Club                      |
| 3. června 1976    | Londýn                | Anglie     | The Nashville Rooms                   |
| 4. června 1976    | Londýn                | Anglie     | Marquee Club                          |
| 5. června 1976    | Londýn                | Anglie     | Fulham - Greyhound                    |
| 6. června 1976    | Croydon               | Anglie     | Greyhound                             |
| 8. června 1976    | Portsmouth            | Anglie     | Guildhal                              |
| 11. června 1976   | Glasgow               | Skotsko    | City Hall                             |
| 12. června 1976   | Edinburgh             | Skotsko    | Leith Theatre                         |
| 13. června 1976   | Southport             | Anglie     | Floral Hall                           |
| 14. června 1976   | Sheffield             | Anglie     | Top Rank Suite                        |
| 15. června 1976   | Bradford              | Anglie     | St. Georges Hall                      |
| 17. června 1976   | Bedworth              | Anglie     | Civic Hall                            |
| 19. června 1976   | Liverpool             | Anglie     | Stadium                               |
| 20. června 1976   | Douglas               | Anglie     | Palace Lido                           |
| 22. června 1976   | Cardiff               | Wales      | Top Rank Suite                        |
| 23. června 1976   | Swansea               | Anglie     | Brangwyn Hall                         |
| 24. června 1976   | Corby                 | Anglie     | Festival Hall                         |
| 26. června 1976   | Guildford             | Anglie     | Civic Hall                            |
| 27. června 1976   | Birmingham            | Anglie     | Mayfair Suite                         |
| 30. června 1976   | Southampton           | Anglie     | Top Rank Suite                        |
| 1. července 1976  | Gravesend             | Anglie     | Woodville Halls                       |
| 2. července 1976  | Plymouth              | Anglie     | Top Rank Suite                        |
| 3. července 1976  | Yeovil                | Anglie     | Johnson Hall                          |
| 4. července 1976  | Brighton              | Anglie     | Top Rank Suite                        |
| 7. července 1976  | Londýn                | Anglie     | Lyceum Ballroom                       |
| 16. července 1976 | Falkenberg            | Švédsko    | Vinberg - Cortina Dansbana            |
| 17. července 1976 | Malmö                 | Švédsko    | Hollviken - Nyckelhalet               |
| 21. července 1976 | Stockholm             | Švédsko    | Gladjehuset                           |
| 23. července 1976 | Växjö                 | Švédsko    | Barbarella Disco                      |
| 24. července 1976 | Anderstorp            | Švédsko    | Racerbanan                            |
| 26. července 1976 | Londýn                | Anglie     | Marquee Club                          |
| 31. července 1976 | Birmingham            | Anglie     | Barbarella's                          |
| 2. srpna 1976     | Londýn                | Anglie     | Marquee Club                          |
| 6. srpna 1976     | Burton On Trent       | Anglie     | 76 Club                               |
| 7. srpna 1976     | St. Albans            | Anglie     | Town Hall                             |
| 9. srpna 1976     | Londýn                | Anglie     | Marquee Club                          |
| 11. srpna 1976    | Plymouth              | Anglie     | Woods Centre                          |
| 12. srpna 1976    | Penzance              | Anglie     | Winter Gardens                        |
| 13. srpna 1976    | Londýn                | Anglie     | Dingwalls                             |
| 16. srpna 1976    | Londýn                | Anglie     | Marquee Club                          |
| 18. srpna 1976    | Bath                  | Anglie     | Pavilion                              |
| 19. srpna 1976    | Amsterdam             | Nizozemsko | Boddy's Music Inn                     |
| 20. srpna 1976    | Amsterdam             | Nizozemsko | Paradiso                              |
| 21. srpna 1976    | Rotterdam             | Nizozemsko | Eksit                                 |
| 22. srpna 1976    | -                     | Dánsko     | -                                     |
| 23. srpna 1976    | Londýn                | Anglie     | Marquee Club                          |
| 24. srpna 1976    | Londýn                | Anglie     | Marquee Club                          |
| 27. srpna 1976    | Nimes                 | Francie    | Arenes Romaines                       |
| 29. srpna 1976    | Reading               | Anglie     | Thameside Arena                       |
| 1. září 1976      | Scarborough           | Anglie     | Penthouse Club                        |
| 2. září 1976      | Cleethorpes           | Anglie     | Winter Gardens                        |
| 7. září 1976      | Londýn                | Anglie     | Marquee Club                          |
| 8. září 1976      | Londýn                | Anglie     | Marquee Club                          |
| 11. září 1976     | Folkestone            | Anglie     | Leas Cliff Hal                        |
| 12. září 1976     | Guildford             | Anglie     | Civic Hall                            |
| 15. září 1976     | Hamburk               | Německo    | Fabrik                                |
| 16. září 1976     | Duisburg              | Německo    | Rhein-Ruhr-Halle                      |
| 18. září 1976     | Mnichov               | Německo    | PN Club                               |
| 23. září 1976     | Hamburk               | Německo    | Laeiszhalle - Musikhalle Grosser Saal |
| 24. září 1976     | Brémy                 | Německo    | Stadthalle                            |
| 25. září 1976     | St. Albans            | Anglie     | City Hall                             |
| 25. září 1976     | Kolín nad Rýnem       | Německo    | Sporthalle                            |
| 27. září 1976     | Düsseldorf            | Německo    | Philipshalle                          |
| 28. září 1976     | Norimberk             | Německo    | Messezentrum Halle A                  |
| 29. září 1976     | Mnichov               | Německo    | Circus Krone                          |
| 30. září 1976     | Mannheim              | Německo    | Multihalle                            |
| 1. října 1976     | Wiesbaden             | Německo    | Rhein-Main Halle                      |
| 2. října 1976     | Dortmund              | Německo    | Westfalenhallen                       |
| 3. října 1976     | Ženeva                | Švýcarsko  | -                                     |
| 4. října 1976     | Bern                  | Švýcarsko  | Casino                                |
| 5. října 1976     | Curych                | Švýcarsko  | Volkshaus                             |
| 6. října 1976     | Frankfurt nad Mohanem | Německo    | Jahrhunderthalle                      |
| 8. října 1976     | Hoensbroek            | Nizozemsko | Luxor Theater                         |
| 11. října 1976    | Le Mans               | Francie    | -                                     |
| 12. října 1976    | Le Havre              | Francie    | -                                     |
| 13. října 1976    | Paříž                 | Francie    | Pavillon de Paris                     |
| 14. října 1976    | Brusel                | Belgie     | Cirque Royal                          |
| 15. října 1976    | Rouen                 | Francie    | -                                     |
| 16. října 1976    | Marseille             | Francie    | -                                     |
| 18. října 1976    | Haag                  | Nizozemsko | Congresgebouw                         |